# Stephanopis championi
Stephanopis championi es una especie de araña del género Stephanopis, familia Thomisidae.

## Distribución
Se distribuye por Panamá.

## Taxonomía
Fue descrita por Cambridge en 1900.
Tratamiento taxonómico
La especie aparece registrada y publicada en Cambridge 1900: 162, pl. 11, f. 2.